# ميريت آتون
مريت آتون التي تعني (المحبوبة من آتون) هي الأبنة الكبرى لأخناتون من الملكة نفرتيتي ويعتقد أنها ولدت في العام الثاني لحكم أخناتون. هي أكثر بنات أخناتون الستة ذكرًا وتصويرًا في المعابد وفي المقابر وفي الآثار بل وقد ذكر اسمها في بعض الخطابات الدبلوماسية.
ومن ألقابها الزوجة الملكية العظيمة، والذي اكتسبته عقب زواجها من عمها (وربما كان أخاها) سمنخ كارع. ولكن يظن البعض أنها حصلت على هذا اللقب بعد أن تزوجت بأبيها أخناتون، ويوجد افتراض آخر أنها اكتسبت هذا الاسم لتسلمها مهام ومكانة والدتها نفرتيتي.

## حياتها

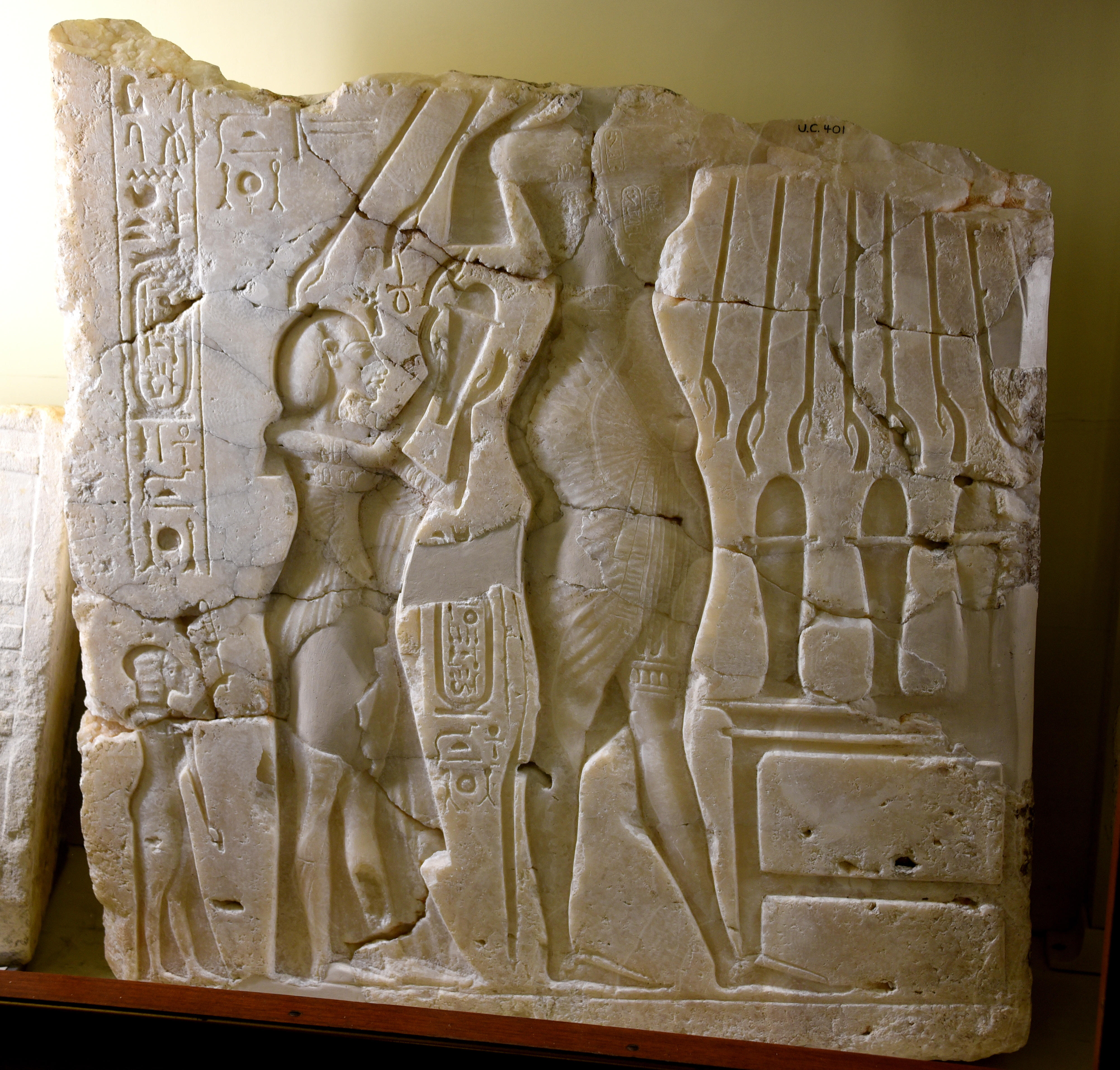
ميريت آتون تقف خلف امها نفرتيتي وأخناتون.

من المرجح أن ميريت آتون ولدت في طيبة، في وقت مبكر من زواج والدها من نفرتيتي أو قبل أن يتولى العرش، حيث تظهر وهي تؤدي مهامها خلال العام الخامس من حكمه. عاشت العائلة المالكة لأول مرة في طيبة، حيث انتقلت العائلة المالكة لاحقًا إلى تل العمرانة.
وفي العام الخامس من حكم والدها أخناتون، ظهرت ميريت آتون على اللوحات الحدودية التي توضح العاصمة الجديدة التي نقل إليها والدها العائلة المالكة وموظفيه. وفي عهد أخناتون، كانت ميريت آتون أكثر البنات الست تصويرًا وذكرًا. تظهر صورتها على اللوحات الموجودة في المعابد والمقابر والمصليات الخاصة. لم تظهر فقط بين الصور التي تظهر الحياة العائلية للفرعون، والتي كانت نموذجية في فترة العمارنة، ولكن أيضًا في تلك التي تصور الاحتفالات الرسمية.

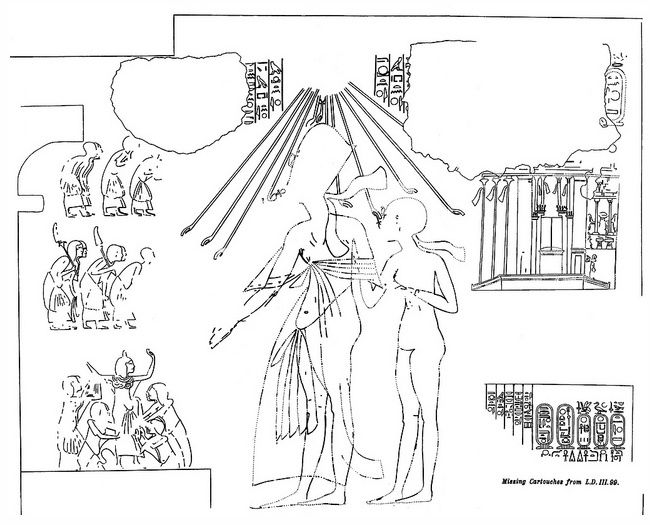
سمنخ كا رع و ميريت آتون في مقبرة ميري رع الثاني

 في مرحلة ما، تزوجت ميريت آتون من سمنخ كا رع وأصبحت زوجته الملكية العظمى. وقد تم تصويرها معه في قبر ميري رع الثاني، وهي تمنح الأوسمة والهدايا لميري. التسلسل الزمني للسنوات الأخيرة من فترة العمارنة غير واضح، ولكن يُعتقد أن سمنخ كا رع كان بمثابة الوصي المشارك لإخناتون. كانت ميريت آتون هي الزوجة الملكية العظمى لسمنخ كا رع، بينما استمرت نفرتيتي في منصب الزوجة الملكية العظمى لإخناتون. لا تزال نفرتيتي تحمل لقب الزوجة الملكية العظمى في العام ١٦ ، ومن ثم لا بد أن سمنخ كا رع كان وصيًا مشاركًا في ذلك الوقت، أو حكم مع زوجته مريت آتون في وقت ما بعد العام ١٦ من حكم أخناتون.
تم ذكر ميريت آتون على زهور الأقحوان الذهبية التي كانت تزين الثوب الموجود في مقبرة توت عنخ آمون. وهي مذكورة أيضًا على صندوق خشبي مخصص لاحتواء الملابس الكتانية. يذكر الصندوق ملكين: نفرخبر-واين رع أخناتون وعنخ خبر-وعرن-واين رع، ونفرنفرو آتون-مستر-واين رع والزوجة الملكية العظمى ميريت آتون.

## مدفنها
تفيد لوحات الحدود، التي نصبها إخناتون على حدود مدينته المقدسة أخت آتون، بأن مريت آتون كان مخططاً لها أن تدفن في المدينة، لكن المقبرة الملكية دفنت فيها الملكة تيي والأميرة معكت آتون وكذلك دفن فيها الملك أمنحتب الرابع (إخناتون)، وأغلقت بعد دفن الأخير، وبالتالي لم تدفن فيها مريت آتون ولكن لربما دفنت في مقبرة أخرى في جبانة تل العمارنة الملكية.
وقد جاء النص التالي على لسان إخناتون في لوحة الحدود:
| ميريت آتون              | وسيُنحت لي ضريح في الجبل الشرقي ويحتفل بدفني في الأفراح العديدة التي أمر بها والدي آتون، وكذلك سيحتفل بدفن الملكة زوجة الملك الشرعية نفرتيتي في تلك السنين العدة ... كذلك سيحتفل ببنت الملك مريت آتون فيها بعد سنين عدة، فسيؤتى بي وأدفن في أخت آتون وإذا ماتت كذلك الملكة نفرتيتي في أية بلد في الشمال أو الجنوب أو الغرب أو الشرق بعد سنين يخطؤها العد فإنه سيؤتى بها وتدفن في أخت آتون، وإذا ماتت بنت الملك مريت آتون في أية بلد في الشمال أو الجنوب أو الغرب أو الشرق فإنه سيؤتى بها وتدفن في أخت آتون. | ميريت آتون |
| — إخناتون، لوحات الحدود | |            |